# Concentrateur Knelson
Un concentrateur Knelson (concentrateur de Knelson ou concentrateur « par lots » Knelson) est un dispositif de concentration par gravité utilisé dans l'extraction de métaux précieux. Il est utilisé pour récupérer les particules qui ne nécessitent pas l'utilisation de cyanuration.